# Ministère de l'Environnement et de l'Eau
Pour les articles homonymes, voir Ministère de l'Environnement.
Le ministère de l'Environnement et de l'Eau (en bulgare : Министерство на околната среда и водите, romanisé Ministerstvo na okolnata sreda i vodite) est le ministère bulgare chargé de la protection de l'environnement.
Son prédécesseur est le Comité de protection de l'environnement, placé sous l'égide du Conseil des ministres et créé le 19 juillet 1976. Il devient le 16 février 1990 le ministère de l'Environnement puis est rebaptisé ministère de l'Environnement et de l'Eau le 21 mai 1997.
Depuis le 16 janvier 2025, Manol Genov est ministre de l’Environnement et des Eaux dans le gouvernement Jeliazkov.